# Lista de parques estaduais do Colorado

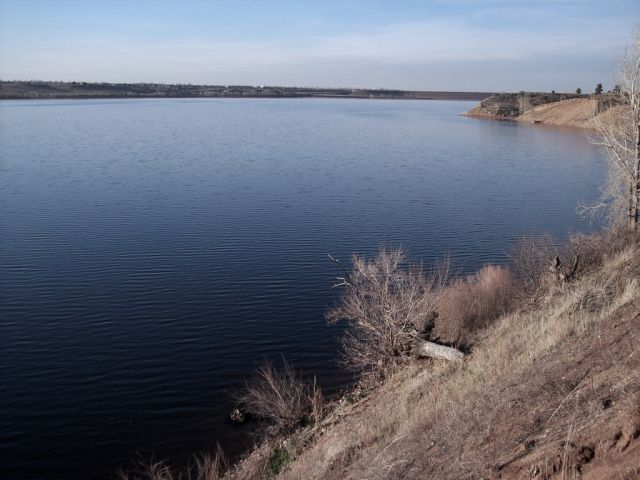
Parque Estadual Chatfield

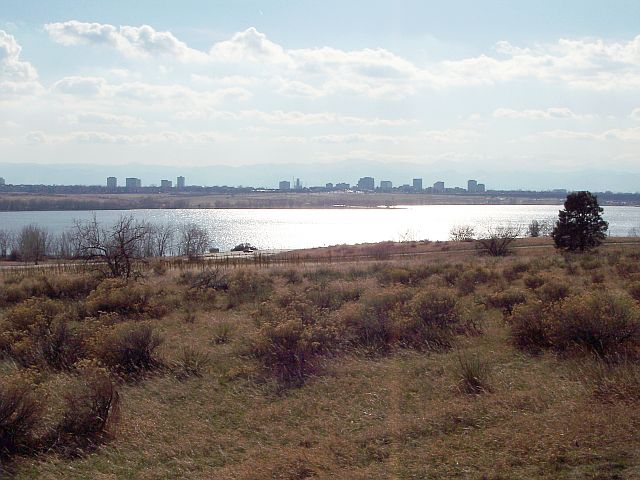
Parque Estadual Cherry Creek

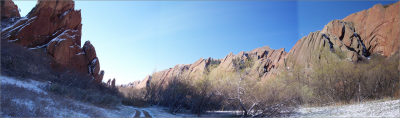
Parque Estadual Roxborough

Esta é uma lista dos parques estaduais do Colorado, Estados Unidos.
- Parque Estadual de Arkansas Headwaters
- Parque Estadual de Barr Lake
- Parque Estadual de Bonny Lake
- Parque Estadual de Boyd Lake
- Parque Estadual de Castlewood Canyon
- Parque Estadual de Chatfield
- Parque Estadual de Cherry Creek
- Parque Estadual de Cheyenne Mountain
- Parque Estadual de Crawford
- Parque Estadual de Eldorado Canyon
- Parque Estadual de Eleven Mile
- Parque Estadual de Golden Gate Canyon
- Parque Estadual de Harvey Gap
- Parque Estadual de Highline Lake
- Parque Estadual de Jackson Lake
- Parque Estadual de James M. Robb
- Parque Estadual de John Martin Reservoir
- Parque Estadual de Lake Pueblo
- Parque Estadual de Lathrop
- Parque Estadual de Lone Mesa (planejado)
- Parque Estadual de Lory
- Parque Estadual de Mancos
- Parque Estadual de Mueller
- Parque Estadual de Navajo
- Parque Estadual de North Sterling
- Parque Estadual de Paonia
- Parque Estadual de Pearl Lake
- Parque Estadual de Ridgway
- Parque Estadual de Rifle Falls
- Parque Estadual de Rifle Gap
- Parque Estadual de Roxborough
- Parque Estadual de San Luis
- Parque Estadual de Spinney Mountain
- Parque Estadual de St. Vrain
- Parque Estadual de Stagecoach
- Parque Estadual de State Forest
- Parque Estadual de Staunton (planejado)
- Parque Estadual de Steamboat Lake
- Parque Estadual de Sweitzer Lake
- Parque Estadual de Sylvan Lake
- Parque Estadual de Trinidad Lake
- Parque Estadual de Vega
- Parque Estadual de Yampa River